# Richarda Schmeißer
Richarda Schmeißer, née le 20 août 1954 à Zeitz, est une gymnaste artistique est-allemande.

## Palmarès

### Jeux olympiques
- Munich 1972
  -  médaille d'argent au concours par équipes

### Championnats du monde
- Ljubljana 1970
  -  médaille d'argent au concours par équipes
- Varna 1974
  -  médaille d'argent au concours par équipes